# HMS Sphinx (1775)
HMS Sphinx (1777) — 20-пушечный корабль 6 ранга Королевского флота. Второй корабль Его величества, названный Sphinx. Головной корабль одноимённого типа.

## Постройка
В начале Семилетней войны класс 20−24 пушечных post-ships был многочислен, но затем до 1773 года ни одного не строили. В 1773-1776 годах были заказаны десять 20-пушечных типа Sphinx. В 1776−1778 за ними последовали десять 24-пушечных, в 1779 один 22-пушечный, и в 1782 один 24-пушечный. С появлением карронады в начале 1780-х на 20-пушечные дополнительно ставили 6−8 × 12-фунтовых карронад (до 6 на шканцах и 2 на баке).
Тип Sphinx (проект Джона Уильямса 1773 года) имел обводы несколько острее, чем его предшественник почти на 20 лет раньше. Но в остальном повторял его черты — имел полубак и шканцы, и почти такое же общее расположение. В соответствии с обычной практикой мирного времени, первые корабли (числом 6) строились на королевских верфях, но в конце 1775 года началась выдача контрактов частным строителям. Три из последних четырёх строились коммерчески: контракт на два корпуса с верфью Randall был заключен 3 ноября 1775 (со спуском на воду 31 марта 1776), и еще на один с верфью Perry 26 июля 1776 (со спуском на воду в октябре 1777).
Головной Sphinx заказан 15 апреля 1773 года. Заложен в ноябре 1773 года. Спущен на воду 25 октября 1775 года на королевской верфи в Портсмуте. Достроен 29 декабря там же.

## Служба

### Американская война за независимость
1775 — вступил в строй в октябре, капитан Энтони Хант (англ. Anthony Hunt).
1776 — 23 февраля ушел в Северную Америку; май, у Кейп-Фир; 28 июня с эскадрой Паркера был при штурме Чарльстона.
1777 — взял американские приватиры: 30 ноября Eagle, 1 декабря Rover.
1778 — январь(?), капитан Александр Грэм (англ. Alexamder Graeme); был под Нью-Йорком; 11 августа был с эскадрой вице-адмирала Хау против д'Эстена.
1779 — август(?), капитан Роберт Саттон (англ. Robert Sutton), Подветренные острова; 10 сентября у Мартиники взят французским фрегатом Amphitrite (32), но 29 ноября отбит фрегатом HMS Proserpine; возвращен в строй в декабре, капитан Френсис Хартвелл (англ. Francis Heartwell), по-прежнему Подветренные острова.
1780 — выведен в резерв и рассчитан; февраль, средний ремонт, оснащение и обшивка медью в Дептфорде по апрель 1782 года.
1782 — возвращён в строй в январе, капитан Томас Тотти (англ. Thomas Totty); сопровождал конвои в британских водах.

### Межвоенный период
1783 — май, выведен в резерв и рассчитан; возвращён в строй в июне, капитан Джон Маркхэм (англ. John Markham); 16 октября ушел в Средиземное море.
1786 — октябрь, выведен в резерв и рассчитан.
1788 — декабрь, ремонт между средним и большим в Вулвиче по май 1789 года.
1790 — возвращён в строй в июле из-за инцидента в заливе Нутка-саунд, капитан Джордж Трипп (англ. George Tripp); июль-сентябрь, оснащение в Вулвиче.
1792 — июнь, выведен в резерв и рассчитан.

### Французские революционные войны
1793 — февраль-март, оснащение на частной верфи Dudman в Дептфорде; март-май, оснащение завершено в Вулвиче; возвращен в строй в марте, капитан Ричард Лукас (англ. Richard Lucas).
1794 — 12 января у Кейп-Клир взял французскую 18-пушечную Trompeuse; октябрь, повторно введен в строй, капитан Чарльз Мэнсфилд (англ. Charles Mansfield).
1795 — 3 апреля ушел в Ост-Индию; позже капитан Джордж Бризак (англ. George Brisac).
1796 — март, капитан Джон Спрэнгер (англ. John Spranger); позже коммандер Эндрю Тодд (англ. Andrew Todd);
25 мая южнее мыса Игольного Sphynx, капитан Джордж Бризак, был обнаружен французской эскадрой, и бо́льшую часть дня за ним гнался фрегат Régénérée;
вошёл в эскадру Эльфинстона на мысу Доброй Надежды; 17 августа был при сдаче голландской эскадры в бухте Салданья; ноябрь, коммандер Френсис Коффин (англ. Francis Holmes Coffin); 2 декабря был при захвате французского поселения Фол-Пойнт (Мадагаскар).
2 декабря HMS Crescent, капитан Спрэнгер (англ. John William Spranger), в сопровождении фрегата Braave, и 20-пушечного Sphynx, захватил и уничтожил французское поселение Фол-Пойнт на острове Мадагаскар, и увел 5 торговых судов, стоявших на рейде.
1797 — сентябрь (по другим данным с 1 января 1799 года), капитан Томас Александер (англ. Thomas Alexamder), мыс Доброй Надежды, командовал по 1798 год.
1799 — согласно некоторым рапортам, 14 февраля был на о. Св. Елены; апрель, капитан Чарльз (по другим данным Уильям) Смит (англ. Charles Smith);
Капитан лорд Огастес Фицрой (англ. Augustus Fitzroy). 14 мая в Портсмуте капитан предстал перед военно-полевым судом на борту HMS Gladiator. Ему вменялось неподчинение приказу коммодора Лозака (англ. Losack), так как в апреле он не отконвоировал домой ост-индцев и другие корабли Компании, стоявших на о. Св. Елены. Капитан энергично защищал свои действия, но был отстранён от командования кораблем за неподобающее поведение. После рассмотрения длительной переписки между его милостью, губернатором Бруком (англ. Brooke) и несколькими ост-индскими капитанами, и заслушав защитную речь его милости, суд совещался более трех часов, и пришел к решению отстранить его от командования. Его сменил капитан Отон, переведённый с бомбардирского HMS Hecla;
июнь, капитан Джеймс Отон (англ. James Oughton); позже в отстое в Портсмуте.

### Конец службы
1803 — в резерве в Портсмуте.
1811 — начиная с 24 июня разобран там же.